# ジェームス比嘉
ジェームス比嘉（英語: James Higa、1958年3月18日 - ）は沖縄県生まれ（日系二世）の実業家、投資家、慈善家である。長年、Apple創業者 スティーブ・ジョブズの片腕として様々なプロジェクトに関与し、特にiPodとiTunes Storeプロジェクトでの貢献から「iPodの父」と称される。
父は琉球大学 名誉教授の比嘉良充。

## 略歴
琉球大学教授の父 比嘉良充と母は共に沖縄県出身で琉球政府時代の留学制度を利用し米国へ留学し出会う。その間に生まれたのがジェームス比嘉である。クバサキ・スクール（沖縄県北谷町・海兵隊基地キャンプ・フォスター内にある高校）卒業後、スタンフォード大学へ進学。
1981年3月の卒業後に写真家として活動していた1984年3月、Macintoshの広告の仕事でスティーブ・ジョブズと出会う。当時、29歳だったスティーブ・ジョブズは彼を気に入り自らの独断で雇い入れ、前年に設立されたアップルコンピュータジャパン株式会社のプロダクトマーケティング、国際マーケティング担当ディレクターとしてMacグループの初期メンバーに加えた。その後、当時日本語が扱えなかったMacintoshの状況を危惧したジョブズはAppleで日本語が唯一話せる比嘉に漢字化するプランを作るよう命じ、ケン・クルグラー、Mark Davisらと共に漢字Talk開発に携わる。漢字TalkはMac OS日本語版の元となった。
1989年3月、Appleを追放されたスティーブ・ジョブズが設立したばかりのNeXTへ誘われAppleを退社し、NeXTジャパンの社長として参画する。AppleによるNeXT買収を控えた1996年8月に同社を離れ、リアルネットワークスにコンシューマー担当副社長兼アジア担当副社長として参画し、同社のIPOに深く関与する。2000年12月に退社。
2001年3月、Appleに正式なCEOとして復帰したジョブズから再びオファーを受け、Appleへ復帰。ジョブズ直属のシニアディレクターとなる。ジョブズから「携帯音楽プレーヤーとインターネットによる音楽配信サービス」のプロジェクトを任されると、20人のスタッフと商品化を行い、ジョブズと共にレコード会社やアーティストとの困難な交渉をまとめ上げる。これが現在 iPod、iTunes Storeとなる。
その後、ジョブズが世を去ると8ヶ月後の2012年7月に同社を退社し 以後はインデックス・ベンチャーズのメンターやフィランソロピック・ベンチャーズ・ファンデーション事務局長などを務め、Airbnbやブルーボトルコーヒーなどの顧問として新興企業へのアドバイスを続けながら、サンフランシスコで拡大し続ける所得格差を解消するための慈善活動をしている。

## 主な肩書き
各種肩書きはいずれも2021年9月時点。
- アメリカオリンピック委員会 理事（2021年6月 - 現在）

- Offline Ventures 創業者&マネージングパートナー（2020年7月 - 現在）

- 沖縄科学技術大学院大学学園 理事（2020年1月 - 現在）
- WorldCover 理事（2019年3月 - 2021年4月）
- シーメンス アドバイザー（2018年3月 - 2021年6月）
- Airbnb アドバイザー（2015年9月 - 2018年3月）
- 米日カウンシル 理事（2015年1月 - 現在）
- ザ・レコーディング・アカデミー ミュジケアーズ 財務担当理事（2014年9月 - 2020年7月）
- スタンフォード大学医科大学院　スタンフォード・ディスティングイッシュト・キャリア・インスティテュート諮問委員会（2014年4月 - 2017年12月）
- ハッソ・プラットナー・インスティテュート デザイニング・リベレーション・テクノロジーズ 特任教員（2014年3月 - 同年6月）
- ユニクロ アドバイザー（2013年10月 - 2018年3月）
- Kano Computing 取締役（2013年3月 - 2019年5月）
- Index Ventures メンター（2012年11月 - 2020年12月）
- Philanthropic Ventures Foundation 事務局長（2012年8月 - 現在）
- ローソン イノベーション諮問委員会アドバイザー（2012年6月 - 2017年6月）
- スタンフォード大学ハース・センター 米国諮問委員会理事（2008年9月 - 2014年5月）
- スタンフォード大学学部入学事務局 諮問委員会（2007年4月 - 2009年08月）
- スタンフォード大学図書館&学術リソース 諮問委員会委員（2004年5月 - 現在）
- Apple スティーブ・ジョブズ直属シニア・ディレクター（2001年3月 - 2012年7月）
- スタンフォード大学同窓会 理事（1998年2月 - 2002年8月）
- リアルネットワークス コンシューマー担当上級副社長&アジア担当上級副社長兼日本法人社長[3]（1996年9月 - 2000年12月）
- Unicode 審議会メンバー（1989年2月 - 1992年9月）
- NeXT アジア担当初代日本支社社長（1989年3月 - 1996年8月）
- Apple Computer プロダクトマーケティング担当（1984年3月 - 1989年3月）

## 主な投資
- ブルーボトル・コーヒー
- Kano Computing

## 参照
1. ↑  「失敗恐れず挑戦を」　米アップル社・比嘉ジェームス氏 - 琉球新報 2005年8月27日
2. 1 2 3  貧困問題と取り組むアップル元幹部、ジェームス比嘉氏 - ウォール・ストリート・ジャーナル 2014年2月28日
3. ↑  ASCII. “【INTERVIEW】「ネットの世界では一人勝ちしようとするところは必ず失敗します」－－リアルネットワークス、比嘉ジェームス社長に聞く”. ASCII.jp. 2019年11月3日閲覧。

## 関連人物
- スティーブ・ジョブズ - 長年の直属の上司
- 大座畑重光